# Fritz Arno Wagner
Fritz Arno Wagner, född 5 december 1894 i Kejsardömet Tyskland, död 18 augusti 1958 i Göttingen, Västtyskland, var en tysk filmfotograf. Under Weimarrepublikens existens då den tyska expressionismen dominerade filmbranschen var Wagner en framstående filmfotograf som arbetade med regissörer som F.W. Murnau, Georg Wilhelm Pabst och Fritz Lang. Han stod för fotot till tidiga uppmärksammade ljudfilmer som M, Kamratskap och Dr. Mabuses testamente. Efter NSDAPs maktövertagande 1933 fortsatte han arbetet som filmfotograf, men fick nu fota såväl lätta underhållningsfilmer som propagandistiska filmer. Wagner avled efter ett olycksfall i arbetet då han filmade för Erik Ode 1958.

## Filmfoto, urval
- 1921 – Den obesegrade döden
- 1922 – Den brinnande åkern
- 1922 – Nosferatu
- 1923 – Schatten - Eine nächtliche Halluzination
- 1928 – Spionen
- 1929 – En förlorads dagbok
- 1930 – Dolly gör karriär
- 1930 – Västfronten 1918
- 1931 – Kamratskap
- 1931 – M
- 1931 – Ronny
- 1931 – Tolvskillingsoperan
- 1932 – Bättre dag för dag
- 1932 – Bröllopsnatten
- 1933 – Dr. Mabuses testamente
- 1933 – Spion K77
- 1935 – Det gudomliga äventyret
- 1937 – Den falske Sherlock Holmes
- 1937 – Den sönderslagna krukan
- 1939 – Ett hopplöst fall
- 1940 – Friedrich Schiller - Der Triumph eines Genies
- 1942 – Die Entlassung
- 1943 – Det gudomliga lättsinnet
- 1943 – Gammalt hjärta blir åter ungt
- 1955 – Hotel Adlon